# 斑尾塍鹬
斑尾塍鹬（学名：Limosa lapponica）又名斑尾塍鷸，为鹬科塍鹬属的鸟类。该物种的模式产地在瑞典。
斑尾鷸是一種大型且遷徙性強的涉禽，主要在沿海泥灘和河口覓食多毛蟲和貝類。牠具有鮮紅色的繁殖羽，長腿和向上翹的長喙。斑尾鷸在北極海岸和苔原繁殖，範圍從斯堪的納維亞到阿拉斯加，冬季則在澳大利亞和紐西蘭的溫帶和熱帶地區的海岸過冬。亞種Limosa lapponica baueri從阿拉斯加橫跨太平洋到紐西蘭的遷徙是已知鳥類中最長的不間斷飛行，也是所有動物中不進食的最長旅程。該亞種的往返遷徙距離超過 29,000 km（18,020 mi） 

## 分類
斑尾鷸由瑞典博物學家卡爾·林奈於1758年在他的自然系統中正式描述，並使用雙名法命名為Scolopax limosa。 現今與其他三種塍鷸一起被歸於法國動物學家馬蒂蘭·雅克·布里松於1760年引入的塍鷸屬（Limosa）。 屬名Limosa來自拉丁語，意思是“泥濘的”，源自limus，指的是它偏好的棲地。種小名 lapponica則指的是拉普蘭。
“godwit”這個英文詞大約在1416-17年首次記錄，可能是模仿這種鳥的叫聲，或者源自古英語的“god whit”，意為“好生物”，或許是指它的食用價值。 它的英文名字來源於該物種黑白相間的條紋尾巴和上尾覆羽。 在法語中，它被稱為barge rousse，俄語中為maliy veretennik，因紐特語中為chiuchiuchiak，尤皮克語中為tevatevaaq，毛利語中為kūaka。
認可的四個亞種如下：
- L. l. lapponica （林奈, 1758）——從北斯堪的納維亞到亞馬爾半島繁殖；冬季在歐洲和非洲西海岸從不列顛群島和荷蘭到南非，也在波斯灣周圍過冬。體型最小的亞種，雄性體重可達 360 g（13 oz），雌性可達 450 g（16 oz）
- L. l. yamalensis Bom et al 2021 ——在包括亞馬爾半島和下鄂畢河谷在內的西北西伯利亞繁殖；冬季在阿曼到西印度，以及可能的東非海岸，或許南至南非
- L. l. taymyrensis Engelmoer & Roselaar, 1998 ——在中北西伯利亞從下葉尼塞河谷到下阿納巴爾河谷繁殖；冬季在西非海岸
- L. l. menzbieri – 波滕科, 1936 ——從阿納巴爾河到科雷馬河三角洲的東北亞繁殖；冬季在東南亞和澳大利亞西北部
- L. l. baueri – 瑙曼, 1836 ——在西伯利亞東北部至阿拉斯加北部和西部繁殖；冬季在中國和澳大拉西亞過冬。體型最大（包括anadyrensis）[11]

## 描述

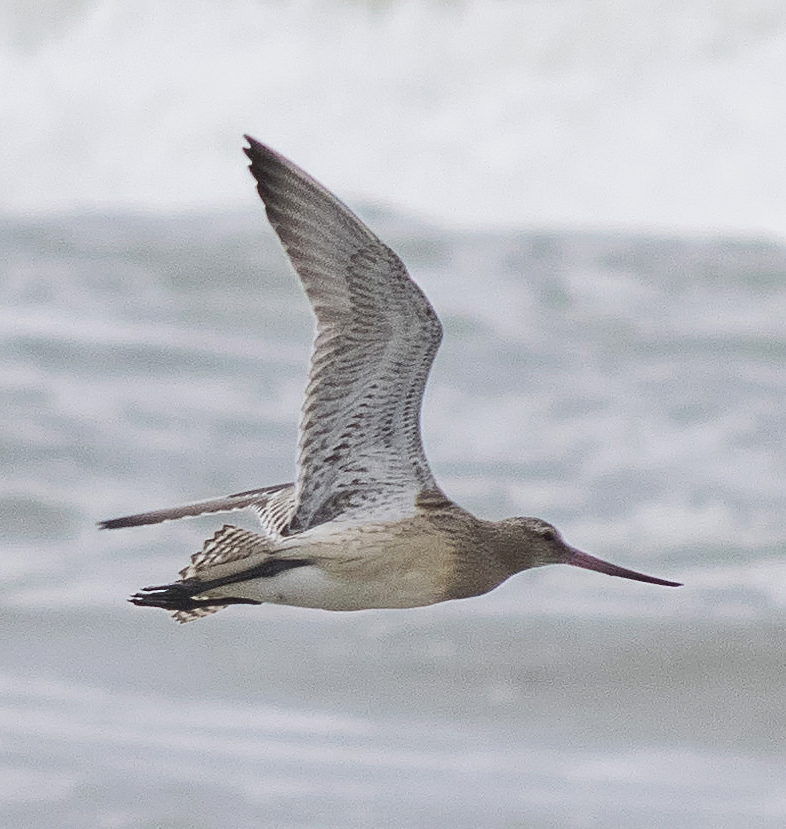
飛行中，顯示尾部的橫斑

斑尾鷸是一種相對腿短的塍鷸。喙到尾的長度為 37—41 cm（15—16英寸），翼展為 70—80 cm（28—31英寸）。雄性平均比雌性小，但兩者之間有很大重疊；雄性重 190—400 g（6.7—14.1 oz），而雌性重 260—630 g（9.2—22.2 oz），不同亞種之間的體型也有一定的區域性變異（見下文的亞種）。成鳥具有藍灰色的腿和長長的漸尖、略微向上彎曲的雙色喙：基部為粉紅色，尖端為黑色。繁殖羽時，頸部、胸部和腹部為磚紅色，且上部呈深棕色。雌性繁殖羽顏色較暗淡，腹部呈栗色至肉桂色。繁殖羽到第三年才會完全顯現，並且可以區分三個年齡階段；在第一次北遷時，未成熟的雄性顏色明顯比成熟雄性更為蒼白。在南半球觀察到的非繁殖期鳥類為單調的灰褐色，羽毛中心較暗，使其看起來有條紋，且腹部為白色。幼鳥與非繁殖期成鳥相似，但整體呈黃褐色，兩側和胸部有條紋羽毛。
在阿拉斯加繁殖的斑尾鷸顯示出體型從北到南逐漸增大的趨勢，但這一趨勢在紐西蘭的非繁殖地並不明顯；不同大小的鳥類自由混合。
Limosa lapponica與黑尾鷸（Limosa limosa）的區別在於其黑白相間的橫條尾羽（而非全黑），且沒有白色翼帶。與之最相似的物種是半蹼鷸（Limnodromus semipalmatus）。

## 分佈和遷徙

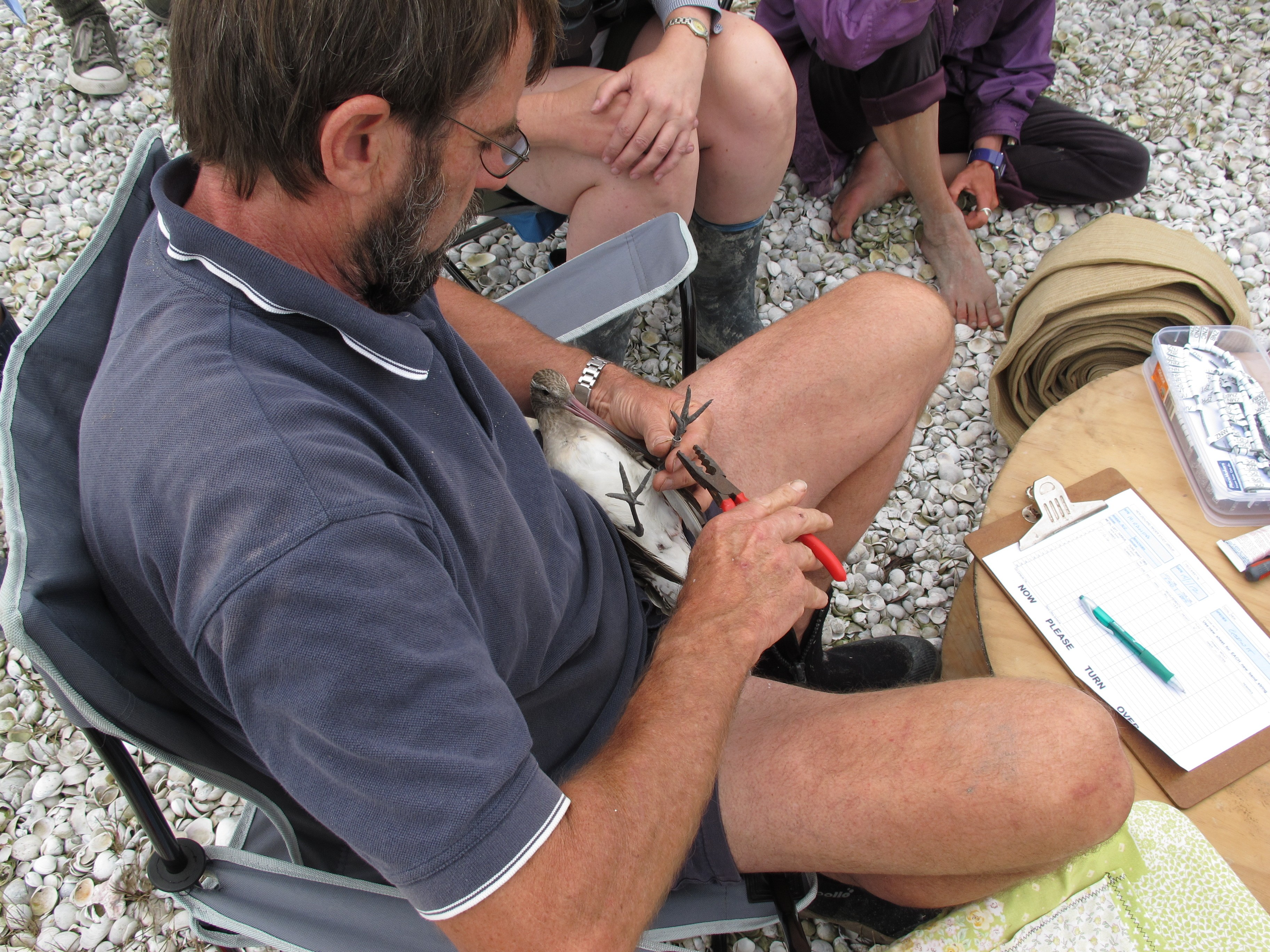
L. l. baueri的繫放 在米蘭達濱鳥中心，紐西蘭

所有斑尾鷸在北半球夏季都待在北極地區繁殖，並在冬季遷徙至較溫暖的地區。L. l. lapponica 是遷徙距離最短的，有些只遷徙到北海，而另一些則遷徙至印度那麼遠的地方。 在阿拉斯加築巢的斑尾鷸 （L. l. baueri） 則會遷徙至澳大利亞和紐西蘭。牠們進行了所有鳥類中最長的不間斷遷徙，為了提供能量，牠們攜帶了迄今為止研究過的所有遷徙鳥類中最大的脂肪量，並且會減少消化器官的大小以做到這一點。
L. l. bauri 在阿拉斯加繁殖，並在非繁殖季節待在澳大利亞東部和紐西蘭。L. l. menzbieri 在西伯利亞繁殖，並遷徙至澳大利亞北部和西部。 在西伯利亞繁殖的鳥類沿著亞洲海岸向北和向南遷徙，而在阿拉斯加繁殖的鳥類則直接橫跨太平洋遷徙至11,000 km（6,835 mi）遠的澳大拉西亞。 為了追蹤返回旅程，紐西蘭的七隻鳥被手術植入發射器並通過衛星追蹤至中國的黃海，距離為9,575 km（5,950 mi），其中一隻鳥實際飛行的軌跡為11,026 km（6,851 mi），耗時九天。至少另外三隻斑尾鷸似乎在從紐西蘭不間斷飛行後也抵達了黃海。

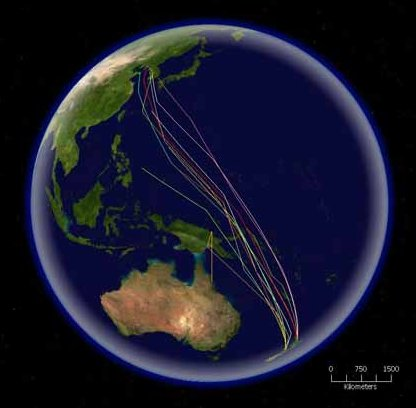
衛星標記的斑尾鷸從紐西蘭向北遷徙到韓國和中國的路線

其中一隻雌鳥，被暱稱為“E7”，從中國繼續飛往阿拉斯加並在那裡度過了繁殖季節。然後在2007年8月，她從阿拉斯加西部出發，進行了為期八天的不間斷飛行，最終抵達紐西蘭泰晤士附近的皮阿科河，創下了11,680 km（7,258 mi）的已知飛行紀錄。這隻L. l. bauri雌鳥完成了一次為期174天、飛行距離為29,280 km（18,194 mi）的往返旅程，其中20天是在飛行中度過的。 2021年，一隻雄性斑尾鷸，編號4BBRW，創下了新的不間斷遷徙飛行紀錄，從美國阿拉斯加飛行了8100英里（約13035公里）到達澳大利亞新南威爾士州。這隻鳥在2020年也曾創下紀錄。 2022年，一隻編號234684的斑尾鷸於10月13日從阿拉斯加出發，並不間斷飛行至塔斯馬尼亞，這是首次有標記的鳥類飛行這條路線。牠在11天1小時內飛行了至少13,560 km（8,430 mi）：創下了不間斷飛行距離的新紀錄。
為了支持如此長途的飛行，L. l. baueri在紐西蘭的鳥群比其他亞種儲存更多的脂肪，這讓牠們能夠飛行6,000 km（3,728 mi）至8,600 km（5,344 mi）。 兩個澳大拉西亞亞種沿著亞洲海岸向北遷徙至北黃海的鴨綠江沿海濕地，這是塍鷸和大濱鷸Calidris tenuirostris）北遷的重要中途停留地。 L. l. baueri亞種在這裡休息了約41天，然後繼續飛行約7,000 km（4,350 mi）到達阿拉斯加。L. l. menzbieri 在黃海地區平均停留了38天，然後再飛行4,100 km（2,548 mi）到達北極高地的俄羅斯。
此種經常會在紐西蘭有順風的情況下提前出發；牠們似乎能夠預測有利於整個遷徙路線的天氣模式。 在阿拉斯加南部築巢的鳥體型較大，並且最早從紐西蘭出發；六個月後這一模式再次重複，鳥群按照抵達的順序從阿拉斯加出發，並在相同的天數範圍內出發。 紐西蘭南部的鳥群平均比更北部地區的鳥群早9-11天出發。 斑尾鷸在阿拉斯加的育空-柯斯科克溫三角洲分為兩波到達；本地繁殖者在五月初到達，而在五月第三週，大鳥群途經此地前往更北的繁殖地。

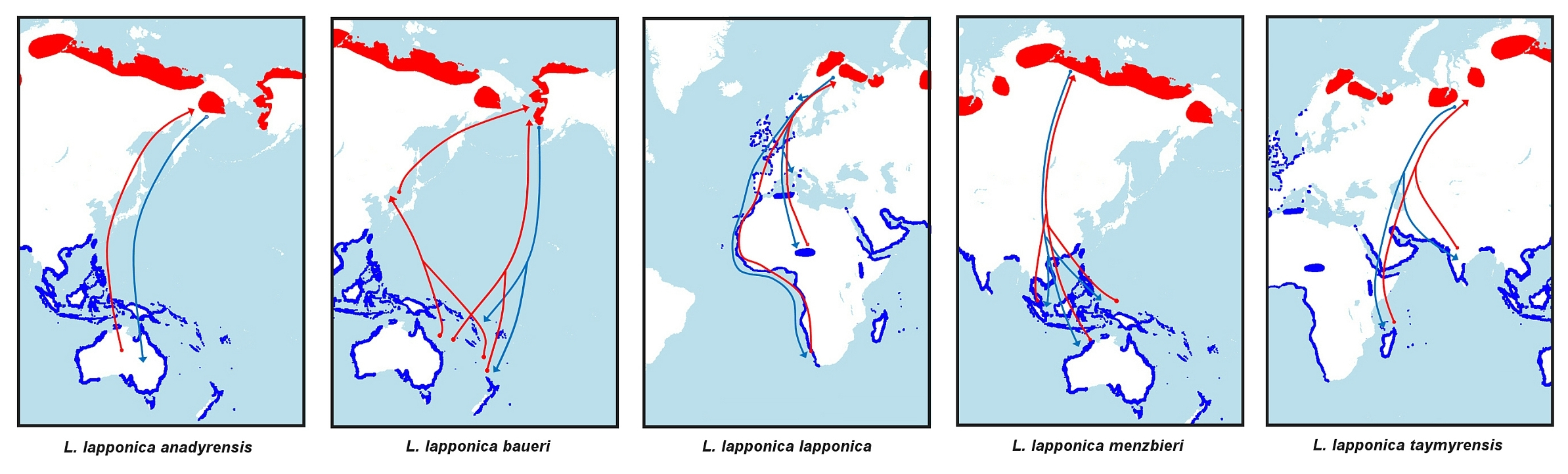
5種Limosa lapponica亞種分布範圍, 顯示北半球夏季繁殖地(red), 非繁殖越冬地區 (blue) 以及各個方向的遷徙路線

## 行為與生態

### 繁殖
斑尾鷸在澳大利亞和紐西蘭是非繁殖候鳥。鳥群首次遷徙至北半球繁殖地的年齡為2-4歲。 繁殖地每年在斯堪的納維亞、北亞和阿拉斯加。鳥巢是一個淺杯形的苔蘚，有時鋪有植物。每次產卵數量為2到5顆，平均四顆。 雙親共同孵蛋20到21天，白天由雄鳥孵蛋，晚上由雌鳥孵蛋。 幼鳥約28天後長出羽毛。牠們在2歲時首次繁殖。

### 食物和覓食
這些鳥類在濕地的主要食物來源是多毛蟲（高達70%），輔以小型雙殼類和甲殼動物。在濕草地，斑尾鷸會吃無脊椎動物。 在北方黃海的一個主要停留地，牠們繼續獵食多毛類，但牠們的大部分食物攝取來自雙殼軟體動物光滑河藍蛤，通常整個吞下。
雄性斑尾鷸比雌性體型較小，喙較短。根據在馬納瓦圖河口的研究，喙較短的鳥（雄性）主要以小型表面獵物如紐西蘭泥蝸為食，約有一半為蝸牛專家，而雌性則食用更多深藏的獵物如蠕蟲；鳥類也顯示出一些個人的食物偏好。

## 狀況
斑尾鷸的狀況接近瀕危，並且數量正在下降。 自1979年以來，使用東非河口的鳥類數量減少了，自1930年以來，西伯利亞的科拉半島周圍的數量也在穩步下降。 全球數量估計為1,099,000至1,149,000隻。
2005年至2012年間，L. l. bauri 和 L. l. menzbieri成鳥的生存率有所下降，可能是因為黃海潮間帶停留區域的流失。 海堤的建設和泥灘的填海導致遷徙鳥類，尤其是像L. l. menzbieri這樣依賴鴨綠江河口進行南北遷徙的亞種，食物供應出現了嚴重減少。 自1980年代末以來，紐西蘭的L. l. baueri數量從超過100,000隻減少到2018年的67,500隻。 2024年，L. l. baueri 和 menzbieri被列入澳大利亞EPBC法下的瀕危物種。
斑尾鷸是非歐亞遷移性水鳥協定（AEWA）涵蓋的物種之一。 在紐西蘭，該物種受1953年野生動物法保護。